# Ernesto de la Guardia
Ernesto de la Guardia Navarro (Ciudad de Panamá, 30 de mayo de 1904 - Ciudad de Panamá, 2 de mayo de 1983) fue un economista, político y diplomático panameño. Fue elegido presidente de Panamá desde el 1 de octubre de 1956 hasta el 1 de octubre de 1960.

## Biografía
Nació en la Ciudad de Panamá el 30 de mayo de 1904. Hijo de Ernesto de la Guardia Remón e Isabel Navarro Díaz, siendo el mayor de siete hermanos.
Cursó estudios secundarios en el Instituto Nacional y posteriormente en la Universidad de Dartmouth en Estados Unidos Se graduó de Teneduría y Contabilidad, en Eastman College, Nueva York. Luego obtuvo una maestría en Francia.
Fue socio y editorialista del periódico Mundo Gráfico; delegado de la Asamblea Constituyente de 1945, vicepresidente de Enrique A. Jiménez.
Había sido presidente del Club de Golf de Panamá, de la Cámara de Agricultura y Comercio, del Club de Leones y gerente de la Cervecería Nacional.

## Presidencia
Como presidente tuvo que lidiar con movimientos nacionalistas que reclamaban la soberanía panameña en la Zona del Canal de Panamá, administrado bajo los estadounidenses. También, el 26 de abril de 1959 se enfrentó a un intento de golpe de Estado liderado por Roberto Arias, sobrino del presidente Arnulfo Arias Madrid, y que tenía apoyo de Fidel Castro, no obstante no se cristalizó.
Construyó el Hotel de Turismo en la isla de Taboga, a un costo de 220,000 balboas. Fue puesto en servicio el 16 de julio de 1960 e inaugurado el 6 de agosto del mismo año.

## Vida pospresidencial
Después de ser presidente, fue miembro de la Academia Panameña de la Lengua y fue director en 1973, y fue director del semanario Mundo Gráfico.

## Legado
Ernesto de la Guardia es considerado uno de los presidentes más democráticos que ha tenido el país. En octubre de 2016, el Tribunal Electoral develó una estatua en su honor, al ser considerado el fundador de aquella institución.